# Харютченко, Валерий Дмитриевич
Харютченко Валерий Дмитриевич (род. 1 октября 1948 г.) — ведущий актёр, режиссер Тбилисского государственного академического русского драматического театра им. А. С. Грибоедова.

## Биография
Родился 1 октября 1948 года на острове Шумшу.
В 1971 году окончил Московское театральное училище им. М. С. Щепкина.
С 1971 года — актёр Тбилисского государственного академического русского драматического театра им. А. С. Грибоедова.
В качестве автора инсценировки и режиссёра осуществил постановку спектаклей: «Заплыв по реке забвения» по мотивам повести Р. Брэдбери «451 градус по Фаренгейту», моноспектакля «Мне скучно, бес…чур-чур меня!» по драматическим произведениям А. Пушкина (постановка стала участником II Международного фестиваля моноспектаклей «Solo» в Москве, 2009), «Мистическая ночь с Сергеем Есениным, или Прыжок в самого себя» (спектакль стал участником Тбилисского международного театрального фестиваля, 2013), «Зона турбулентности, или В поисках потерянного рая» по пьесе Э. Олби «Что случилось в зоопарке» (спектакль стал участником Тбилисского международного фестиваля искусств «Gift» имени М. Туманишвили, 2019). В 2019 году В. Харютченко окончил магистратуру Грузинского государственного университета театра и кино имени Ш. Руставели - факультет режиссуры.
Поставил ряд поэтических представлений, в том числе вечер, посвященный поэтам Серебряного века — «Честь тебе, Петербург чародейный!», принявший участие в фестивале, приуроченном к 300-летию города на Неве.
Исполнил аудио-моноспектакль «Важа-Пшавела. Гость и хозяин. Перевод Н. Заболоцкого».
Проект был подготовлен по инициативе Министерства спорта и молодежи в рамках государственной программы содействия интеграции этнических меньшинств, проживающих на территории Грузии.

## Награды
- Орден Чести (Грузия).
- Медаль Чести (18 октября 1997 года, Грузия)[1].
- Орден Дружбы (Россия, 10 августа 2006 года) — за большой вклад в развитие и укрепление российско-грузинских культурных связей[2].
- Медаль Пушкина (Россия, 29 января 2016 года) — за большой вклад в укрепление дружбы и сотрудничества с Российской Федерацией, развитие торгово-экономических и научных связей, сохранение и популяризацию русского языка и культуры за рубежом[3].
- Награждён правительственной медалью Российской Федерации «В память 300-летия Санкт-Петербурга».
- Медаль к 200-летию со дня рождения Ф.М. Достоевского.
- Благодарность Министра культуры и массовых коммуникаций Российской Федерации (28 октября 2005 года) — за  заслуги в области развития и сохранения русской культуры и искусства, значительный вклад в укрепление российско-грузинских связей и в связи с 160-летием Тбилисского государственного академического русского драматического театра им. А.С. Грибоедова[4].
- Обладатель Золотого диплома XI Международного театрального форума «Золотой Витязь» за роль Холстомера в спектакле «Холстомер. История лошади» (реж. А. Варсимашвили).

## Значительные роли
- Бусыгин — «Свидания в предместье» («Старший сын») А. Вампилова (реж. А Товстоногов)
- Олег Кошевой — «Молодая гвардия» А. Фадеева (реж. А. Товстоногов)
- Он — «Райские яблочки» А. Котетишвили (реж. А. Товстоногов)
- Герострат — «Забыть Герострата» Г. Горина (реж. А. Товстоногов)
- Жадов — «Доходное место» А. Островского (реж. Г. Лордкипанидзе)
- Леонид Марголин — «Улица Шолом-Алейхема, 40» А. Ставицкого (реж. Л. Джаши)
- Чацкий — «Горе от ума» А. Грибоедова (реж. Л. Мирцхулава)
- Корбан — «Ловушка» Р. Тома (реж. Г. Чакветадзе)
- Альтер — эго — «Час пик» Е. Ставинского (реж. Г. Жордания, Н. Иоффе)
- Мишель Старо — «Загадка дома Вернье» А. Кристи и Р. Тома (реж. Л. Джаши)
- Платонов — «Яма» А. Куприна (реж. Г. Кавтарадзе)
- Кавалер Бонбиньи — «Принц-Горбун» Ф. Кони (реж. Л. Джаши)
- Коромыслов — «Женщина» Л. Андреева (реж. Г. Кавтарадзе)
- Гаев — «Вишневый сад» А.Чехова (реж. Г. Кавтарадзе)
- Тартюф — «Тартюф» Ж.-Б. Мольера (реж. А. Джакели)
- Король — «Принцесса и свинопас» Г.-Х. Андерсена (пьеса и постановка А. Енукидзе)
- Он — «Russian блюз»: «Жизнь с идиотом» В. Ерофеева (инсценировка произведений русских писателей и постановка А. Варсимашвили)
- Земский врач Кириллов — «Жизнь прекрасна»: «Враги» (инсценировка произведений А. Чехова и постановка А. Варсимашвили)
- Ашуг — «Ханума» А.Цагарели, Г.Канчели (постановка А. Варсимашвили)
- Ильин — «Пять вечеров» А. Володина (реж. Г. Шалуташвили)
- Он — «Кроткая» по Ф. Достоевскому (реж. А. Варсимашвили)
- Иешуа Га-Ноцри — «Мастер и Маргарита» М. Булгакова (реж. А. Варсимашвили)
- Майор Меткаф — «Английский детектив» А.Кристи (постановка В. Николава)
- Купец Анкудим — «Достоевский.ru» (инсценировка и постановка А. Енукидзе по роману Ф. Достоевского «Записки из Мертвого дома», рассказ «Акулькин муж»)
- Он — «Убить мужчину» Э. Радзинского (реж. Г. Маргвелашвили)
- Жевакин — «Женитьба» Н. Гоголя (реж. А. Варсимашвили)
- Холстомер — «Холстомер. История лошади» по повести Л. Толстого (реж. А. Варсимашвили)
- Сарафанов — «Старший сын» А. Вампилова (реж. Г. Маргвелашвили)
- Глов — «Игроки» Н. Гоголя (реж. Г. Маргвелашвили)
- Поприщин —  «Записки сумасшедшего"» Н. Гоголя (реж. Г. Маргвелашвили).
- Николай Алексеевич  —  «Аллеи любви» по рассказам И. Бунина (реж. А. Варсимашвили).
- От автора -—  «Шинель» по повести Н. Гоголя (реж. А. Варсимашвили).

## Снимался в фильмах
- «Ночные колокола» (режиссёр Г. Лорткипанидзе)
- «Вера Давыдова» (режиссёр В. Плоткин)
- «Водохранилище» (режиссёр К. Милитаури)
- «Как синие кони» (режиссёр К. Милитаури)
- «Здесь рассвет» (режиссёр З. Урушадзе)
- «1005 дней» (режиссёр Л. Ахобадзе) и др.

## Личная жизнь
Супруга — Инна Безирганова, доктор филологии, журналист, театровед, заведующая музеем Тбилисского государственного академического русского драматического театра им. А. С. Грибоедова.
Брат — Александр Харютченко, композитор, ученик Арама Хачатуряна и Эдисона Денисова, член Союза композиторов
Москвы, доцент кафедры теории и истории музыки Луганской государственной академии культуры и искусств им. Матусовского